# Système de fixation par rail
 (juillet 2008).
Si vous disposez d'ouvrages ou d'articles de référence ou si vous connaissez des sites web de qualité traitant du thème abordé ici, merci de compléter l'article en donnant les références utiles à sa vérifiabilité et en les liant à la section « Notes et références ».

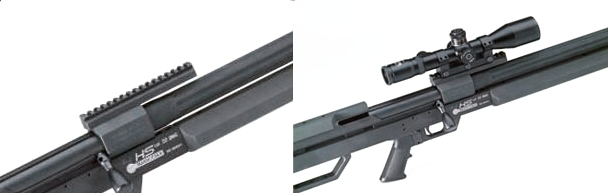
Un Steyr HS .50 équipé d'un rail Picatinny et d'une lunette télescopique.

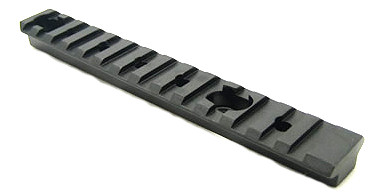
Un rail Weaver.

Le système de fixation par rail (en anglais : « Rail Integration System » ou RIS) est un dispositif mécanique qui permet l'installation d'accessoires sur une arme à feu, de manière rapide et sécurisée.
Ce dispositif a connu plusieurs standards, dont le plus célèbre est le MIL-STD-1913 (AR), adopté par l'OTAN. De nos jours, la plupart des accessoires pour arme à feu sont prévus pour être installés à l'aide de rails. Le système de fixation par rail se décline en plusieurs modèles, suivant la taille de l'arme et les accessoires que l'on veut installer. Le plus couramment, les rails sont utilisés pour installer des faisceaux laser, des lunettes de visée ou une poignée avant.
Historiquement, deux types de rails se sont imposés : le Weaver et le Swan/Weaver (plus communément appelé Picatinny). Bien que les crans de ces deux types de rails soient différents, il est souvent possible d'installer un même accessoire sur l'un ou l'autre type de rail.

## Spécifications
Le rail est placé sur le corps de l'arme, à la place de la mire ou sur le garde-main (pour les fusils). Les accessoires sont généralement installés sur le rail en les faisant glisser d'un bout à l'autre, puis en les vissant. Il est également possible de les fixer à l'aide d'un verrou, d'une vis papillon ou d'un levier. Pour éviter que le rail ne se déforme à cause de la chaleur dégagée par l'arme lors du tir, il est conçu de manière à pouvoir se dilater sur l'axe longitudinal[réf. nécessaire].
Les crans ont la forme d'un T étiré en largeur. Dans la norme MIL-STD-1913 (AR), les dimensions des crans sont définies comme suit :
- un cran a une épaisseur de 0,206 pouce (5,232 4 mm),
- l'espacement entre les centres de deux crans est de 0,394 pouce (10 mm),
- la profondeur d'un cran est de 0,118 pouce (2,997 2 mm).

Les rails Weaver et Swan/Weaver diffèrent par la largeur de leurs crans : les crans Weaver ont une largeur de 0,180 pouce (4,572 mm), contre 0,206 pouce (5,232 4 mm) pour ceux du Swan/Weaver.
|                                                                                    |  |  |
| Vue en coupe (à g.) et vue de côté (à d.) d'un rail de la norme MIL-STD-1913 (AR). |  |  |

## Historique
L'historique du développement des rails Weaver et Swan/Weaver est mal connu. Le Weaver aurait été la toute première définition des caractéristiques du système de fixation par rail. Serait ensuite venu le rail de Earl Reddick (de la firme Reddick Arms Development), un type de rail similaire au Weaver, mais obéissant à un cahier des charges qui donnait plus d'informations sur les dimensions et la forme du rail, et qui imposait des tolérances plus strictes.
Un nouveau modèle apparaîtra plus tard : le rail Swan/Weaver (du nom de son propriétaire : Dick Swan). Sur cette version, les crans ont une largeur plus grande, dans le but d'augmenter la résistance de l'ensemble du rail. Ce modèle sera produit en série par Picatinny Arsenal, une branche R&D de l'US Army, d'où le surnom aujourd'hui très répandu de « rail Picatinny ». Ce modèle de rail est à l'origine de la norme MIL-STD-1913 (AR), qui sera officiellement adoptée par l'armée américaine le 3 février 1995, et par l'OTAN (sous la désignation STANAG 2324[réf. nécessaire]).